# Aclyvolva
Genre
Aclyvolva est un genre de mollusques gastéropodes de la famille des Ovulidae. 

## Liste d'espèces
Selon World Register of Marine Species (30 septembre 2017) :
- Aclyvolva framea Cate, 1973
- Aclyvolva granularis Ma, 1986
- Aclyvolva lamyi (F. A. Schilder, 1932)
- Aclyvolva lanceolata (G. B. Sowerby II, 1848)
- Aclyvolva nicolamassierae Fehse, 1999